# Nyilas Elek
Nyilas Elek (Budapest, 1969. május 3. –) válogatott labdarúgó, középpályás, edző.

## Pályafutása

### A válogatottban
1995 és 1997 között 14 alkalommal szerepelt a válogatottban és két gólt szerzett.

## Sikerei, díjai
- Magyar bajnokság
  - bajnok:1993-94, 1995–96
  - 2.: 1997–98, 1998–99
  - 3.: 1996–97

## Statisztika

### Mérkőzései a válogatottban
| Magyarország | Magyarország         | Magyarország                | Magyarország  | Magyarország | Magyarország | Magyarország | Magyarország | Magyarország |
| #            | Dátum                | Helyszín                    | Hazai         | Eredmény     | Vendég       | Kiírás       | Gólok        | Esemény      |
| ------------ | -------------------- | --------------------------- | ------------- | ------------ | ------------ | ------------ | ------------ | ------------ |
| 1.           | 1995. október 11.    | Zürich                      | Svájc         | 3 – 0        | Magyarország | Eb-selejtező | -            | 64'          |
| 2.           | 1995. november 11.   | Budapest, Fáy utcai Stadion | Magyarország  | 1 – 0        | Izland       | Eb-selejtező | -            |              |
| 3.           | 1996. október 9.     | Oslo                        | Norvégia      | 3 – 0        | Magyarország | vb-selejtező | -            | 73'          |
| 4.           | 1996. november 10.   | Bakı                        | Azerbajdzsán  | 0 – 3        | Magyarország | vb-selejtező | 2            | 43' 70'      |
| 5.           | 1997. március 19.    | Valletta                    | Málta         | 1 – 4        | Magyarország | barátságos   | -            | 68'          |
| 6.           | 1997. április 2.     | Budapest, Népstadion        | Magyarország  | 1 – 3        | Ausztrália   | barátságos   | -            | 60'          |
| 7.           | 1997. április 30.    | Zürich                      | Svájc         | 1 – 0        | Magyarország | vb-selejtező | -            | 70'          |
| 8.           | 1997. június 8.      | Budapest, Népstadion        | Magyarország  | 1 – 1        | Norvégia     | vb-selejtező | -            | 80'          |
| 9.           | 1997. augusztus 6.   | Siófok                      | Magyarország  | 3 – 0        | Málta        | barátságos   | -            | 68'          |
| 10.          | 1997. augusztus 20.  | Budapest, Népstadion        | Magyarország  | 1 – 1        | Svájc        | vb-selejtező | -            | 46'          |
| 11.          | 1997. szeptember 6.  | Varsó                       | Lengyelország | 1 – 0        | Magyarország | barátságos   | -            | 87'          |
| 12.          | 1997. szeptember 10. | Budapest, Üllői úti Stadion | Magyarország  | 3 – 1        | Azerbajdzsán | vb-selejtező | -            | 83'          |
| 13.          | 1997. október 11.    | Helsinki                    | Finnország    | 1 – 1        | Magyarország | vb-selejtező | -            | 68'          |
| 14.          | 1997. október 29.    | Budapest, Üllői úti Stadion | Magyarország  | 1 – 7        | Jugoszlávia  | vb-selejtező | -            |              |
|              | Összesen             |                             |               | 14           | mérkőzés     |              | 2            | gól          |